# Bolbec
Bolbec là một xã thuộc tỉnh Seine-Maritime trong vùng Normandie miền bắc nước Pháp. Its inhabitants are called Bolbécais hoặc Bolbécaises.

### Huy hiệu
| Arms of Bolbec | The arms of Bolbec are blazoned: Gules, 3 shuttles argent, on a chief azure 3 fleurs de lys Or.. |

## Thị trấn kết nghĩa
- Đức Ostercappeln
- Đức Bad Essen
- Đức Bohmte